# Canton de Mennecy
Le canton de Mennecy est une circonscription électorale française française située dans le département de l'Essonne et la région Île-de-France.
À la suite du redécoupage cantonal de 2014, les limites territoriales du canton sont remaniées. Le nombre de communes du canton passe de 12 à 28.

## Géographie
| Type d'occupation           | Pourcentage | Superficie (en hectares) |
| --------------------------- | ----------- | ------------------------ |
| Espace urbain construit     | 13,1 %      | 1 471,67                 |
| Espace urbain non construit | 5,3 %       | 598,49                   |
| Espace rural                | 81,5 %      | 9 123,09                 |
| Source : Iaurif             |             |                          |

Le canton de Mennecy est organisé autour de la commune de Mennecy dans l'arrondissement d'Évry. Son altitude varie entre trente-deux mètres à Le Coudray-Montceaux et cent cinquante-six mètres à Champcueil, pour une altitude moyenne de soixante-quinze mètres.

## Historique
Entre 1793 et 1801, le canton de Mennecy dans l'ancien département de Seine-et-Oise et l'ancien district de Corbeil comprenait les communes d'Auvernaux, Ballancourt, Champceuil, Chevannes, Le Coudray, Echarcon, Fontenay sur Seine, Mennecy, Montceaux, Nainville et Ormoy les Essonnes.
Le canton de Mennecy fut recréé par le décret ministériel no 67-589 du 22 juillet 1967, il regroupait à l'époque les communes de Ballancourt-sur-Essonne, Chevannes, Écharcon, Fontenay-le-Vicomte, Le Coudray-Montceaux, Ormoy, Auvernaux, Champcueil, Mennecy, Nainville-les-Roches, Vert-le-Petit, Vert-le-Grand.
Par décret du 24 février 2014, le nombre de cantons du département est divisé par deux, avec mise en application aux élections départementales de mars 2015. Le canton de Mennecy est conservé et s'agrandit. Il passe de 12 à 28 communes.

## Représentation

### Conseillers généraux de 1967 à 2015
| Période | Période          | Identité            | Étiquette            | Qualité |
| ------- | ---------------- | ------------------- | -------------------- | --- |
| 1967    | 1988             | Jean-Jacques Robert | DVD puis RPR         | Président Directeur Général Sénateur (1988-2000), maire de Mennecy                                                                           |
| 1988    | 1999 (démission) | Xavier Dugoin       | RPR                  | Cadre financier Président du conseil général (1988-1998), maire de Mennecy (1989-2001 et 2008-2011) député (1986-1995), sénateur (1995-2001) |
| 1999    | 2001             | Élizabeth Doussain  | PS                   | |
| 2001    | 2015             | Patrick Imbert      | UDF puis UMP puis PR | Conseiller juridique Conseiller municipal de Ballancourt-sur-Essonne, Président de la CC du Val d'Essonne (2004 → )                          |

#### Résultats électoraux
Élections cantonales, résultats des deuxièmes tours :
- Élections cantonales de 1994 : 55,64 % pour Xavier Dugoin (RPR), 44,36 % pour Élizabeth Doussain (PS), 53,81 % de participation[4].
- Élections cantonales de 2001 : 57,36 % pour Patrick Imbert (UDF), 42,64 % pour Élizabeth Doussain (PS), 53,37 % de participation[5].
- Élections cantonales de 2008 : 57,34 % pour Patrick Imbert (UMP), 42,66 % pour Christian Richomme (PS), 53,11 % de participation[6].

### Conseillers départementaux depuis 2015
| Période élective | Période élective | Mandat | Mandat   | Identité         | Nuance | Nuance | Qualité |
| ---------------- | ---------------- | ------ | -------- | ---------------- | ------ | ------ | --- |
| 2015             | 2021             | 2015   | 2021     | Patrick Imbert   |        | LR     | Conseiller juridique Président de la CC du Val d'Essonne (2004 → ), Conseiller municipal de Ballancourt-sur-Essonne 7ème Vice-président délégué à l'aménagement et au développement économiques, à l'emploi, aux nouvelles technologies, à l'enseignement supérieur, à la recherche et à l'innovation |
| 2015             | 2021             | 2015   | 2021     | Caroline Parâtre |        | DVD    | Cadre supérieur Conseillère municipale de La Ferté-Alais 8e vice-présidente, chargée des collèges et de l'éducation |
| 2021             | 2028             | 2021   | en cours | Patrick Imbert   |        | LR     | Conseiller sortant - 5ème Vice-président en charge de l’attractivité et de la prospective, de la transition numérique et au tourisme |
| 2021             | 2028             | 2021   | en cours | Annie Pioffet    |        | DVD    | Ancienne première adjointe au maire de Mennecy Conseillère départementale déléguée à l’égalité femmes-hommes |

### Résultats détaillés

#### Élections de mars 2015
À l'issue du 1er tour des élections départementales de 2015, trois binômes sont en ballottage : Patrick Imbert et Caroline Parâtre (UMP, 39,95 %), Valérie Girard et Julien Schénardi (FN, 32,96 %) et Marie-France Lasfargues et Patrick Polverelli (Union de la Gauche, 27,09 %). Le taux de participation est de 49,06 % (23 259 votants sur 47 405 inscrits) contre 47,42 % au niveau départemental et 50,17 % au niveau national.
Au second tour, Patrick Imbert et Caroline Parâtre (UMP) sont élus avec 43,29 % des suffrages exprimés et un taux de participation de 49,58 % (9 871 voix pour 23 514 votants et 47 423 inscrits).
Caroline Parâtre a quitté LR.

#### Élections de juin 2021
Le premier tour des élections départementales de 2021 est marqué par un très faible taux de participation (33,26 % au niveau national). Dans le canton de Mennecy, ce taux de participation est de 30,95 % (14 852 votants sur 47 989 inscrits) contre 30,18 % au niveau départemental. À l'issue de ce premier tour, deux binômes sont en ballottage : Patrick Imbert et Annie Pioffet (DVD, 42,6 %) et Laetitia Colonna et François Parolini (DVG, 32,63 %).
Le second tour des élections est marqué une nouvelle fois par une abstention massive équivalente au premier tour. Les taux de participation sont de 34,36 % au niveau national, 32,47 % dans le département et 32,8 % dans le canton de Mennecy. Patrick Imbert et Annie Pioffet (DVD) sont élus avec 59,55 % des suffrages exprimés (8 638 voix pour 15 753 votants et 48 032 inscrits),,. 

## Composition

### Composition avant 2015

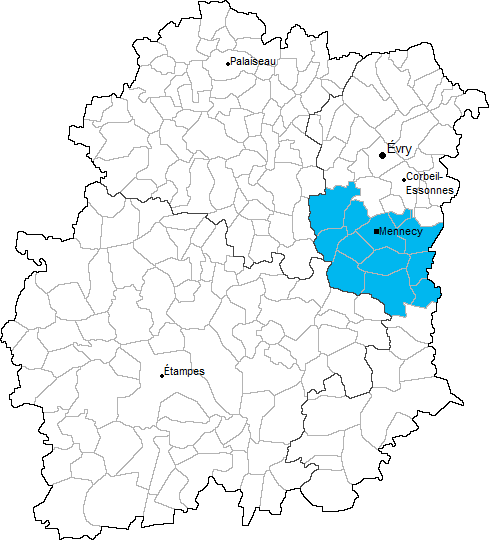
Situation du canton dans le département de l'Essonne avant 2015

Le canton de Mennecy comptait douze communes.
| Nom                     | Code Insee | Codepostal | Superficie (km2) | Population (dernière pop. légale) | Densité (hab./km2) |
| ----------------------- | ---------- | ---------- | ---------------- | --------------------------------- | ------------------ |
| Mennecy (chef-lieu)     | 91386      | 91540      | 11,09            | 13 127 (2012)                     | 1 184              |
| Auvernaux               | 91037      | 91830      | 6,50             | 347 (2012)                        | 53                 |
| Ballancourt-sur-Essonne | 91045      | 91610      | 11,30            | 7 454 (2012)                      | 660                |
| Champcueil              | 91135      | 91750      | 16,35            | 2 828 (2012)                      | 173                |
| Chevannes               | 91159      | 91750      | 10,23            | 1 731 (2012)                      | 169                |
| Écharcon                | 91204      | 91540      | 6,81             | 782 (2012)                        | 115                |
| Fontenay-le-Vicomte     | 91244      | 91540      | 6,83             | 1 283 (2012)                      | 188                |
| Le Coudray-Montceaux    | 91179      | 91830      | 11,44            | 4 728 (2012)                      | 413                |
| Nainville-les-Roches    | 91441      | 91750      | 5,93             | 463 (2012)                        | 78                 |
| Ormoy                   | 91468      | 91540      | 1,88             | 1 929 (2012)                      | 1 026              |
| Vert-le-Grand           | 91648      | 91810      | 15,93            | 2 396 (2012)                      | 150                |
| Vert-le-Petit           | 91649      | 91710      | 6,83             | 2 776 (2012)                      | 406                |

### Composition depuis 2015
Le canton comprend désormais vingt-huit communes entières.
| Nom                             | Code Insee | Intercommunalité    | Superficie (km2) | Population (dernière pop. légale) | Densité (hab./km2) | Modifier                                    |
| ------------------------------- | ---------- | ------------------- | ---------------- | --------------------------------- | ------------------ | ------------------------------------------- |
| Mennecy (bureau centralisateur) | 91386      | CC du Val d'Essonne | 11,09            | 16 071 (2022)                     | 1 449              | modifier les données · modifier les données |
| Auvernaux                       | 91037      | CC du Val d'Essonne | 6,50             | 330 (2022)                        | 51                 | modifier les données · modifier les données |
| Ballancourt-sur-Essonne         | 91045      | CC du Val d'Essonne | 11,30            | 7 795 (2022)                      | 690                | modifier les données · modifier les données |
| Baulne                          | 91047      | CC du Val d'Essonne | 8,17             | 1 468 (2022)                      | 180                | modifier les données · modifier les données |
| Boigneville                     | 91069      | CC des 2 Vallées    | 15,80            | 376 (2022)                        | 24                 | modifier les données · modifier les données |
| Boutigny-sur-Essonne            | 91099      | CC des 2 Vallées    | 16,20            | 3 048 (2022)                      | 188                | modifier les données · modifier les données |
| Buno-Bonnevaux                  | 91121      | CC des 2 Vallées    | 15,99            | 523 (2022)                        | 33                 | modifier les données · modifier les données |
| Champcueil                      | 91135      | CC du Val d'Essonne | 16,35            | 2 873 (2022)                      | 176                | modifier les données · modifier les données |
| Chevannes                       | 91159      | CC du Val d'Essonne | 10,23            | 1 550 (2022)                      | 152                | modifier les données · modifier les données |
| Le Coudray-Montceaux            | 91179      | CA Grand Paris Sud  | 11,44            | 4 738 (2022)                      | 414                | modifier les données · modifier les données |
| Courances                       | 91180      | CC des 2 Vallées    | 8,31             | 336 (2022)                        | 40                 | modifier les données · modifier les données |
| Courdimanche-sur-Essonne        | 91184      | CC des 2 Vallées    | 5,62             | 279 (2022)                        | 50                 | modifier les données · modifier les données |
| Dannemois                       | 91195      | CC des 2 Vallées    | 8,43             | 854 (2022)                        | 101                | modifier les données · modifier les données |
| La Ferté-Alais                  | 91232      | CC du Val d'Essonne | 4,55             | 3 663 (2022)                      | 805                | modifier les données · modifier les données |
| Fontenay-le-Vicomte             | 91244      | CC du Val d'Essonne | 6,83             | 1 563 (2022)                      | 229                | modifier les données · modifier les données |
| Gironville-sur-Essonne          | 91273      | CC des 2 Vallées    | 13,21            | 762 (2022)                        | 58                 | modifier les données · modifier les données |
| Guigneville-sur-Essonne         | 91293      | CC du Val d'Essonne | 9,19             | 876 (2022)                        | 95                 | modifier les données · modifier les données |
| Itteville                       | 91315      | CC du Val d'Essonne | 12,20            | 6 674 (2022)                      | 547                | modifier les données · modifier les données |
| Maisse                          | 91359      | CC des 2 Vallées    | 21,58            | 2 804 (2022)                      | 130                | modifier les données · modifier les données |
| Milly-la-Forêt                  | 91405      | CC des 2 Vallées    | 33,80            | 4 582 (2022)                      | 136                | modifier les données · modifier les données |
| Moigny-sur-École                | 91408      | CC des 2 Vallées    | 12,23            | 1 311 (2022)                      | 107                | modifier les données · modifier les données |
| Mondeville                      | 91412      | CC des 2 Vallées    | 6,70             | 724 (2022)                        | 108                | modifier les données · modifier les données |
| Nainville-les-Roches            | 91441      | CC du Val d'Essonne | 5,93             | 521 (2022)                        | 88                 | modifier les données · modifier les données |
| Oncy-sur-École                  | 91463      | CC des 2 Vallées    | 5,37             | 1 037 (2022)                      | 193                | modifier les données · modifier les données |
| Ormoy                           | 91468      | CC du Val d'Essonne | 1,88             | 2 896 (2022)                      | 1 540              | modifier les données · modifier les données |
| Prunay-sur-Essonne              | 91507      | CC des 2 Vallées    | 5,14             | 312 (2022)                        | 61                 | modifier les données · modifier les données |
| Soisy-sur-École                 | 91599      | CC des 2 Vallées    | 11,52            | 1 169 (2022)                      | 101                | modifier les données · modifier les données |
| Videlles                        | 91654      | CC des 2 Vallées    | 8,70             | 584 (2022)                        | 67                 | modifier les données · modifier les données |
| Canton de Mennecy               | 9113       |                     | 304,26           | 69 719 (2022)                     | 229                | modifier les données                        |

## Démographie

### Démographie avant 2015

#### Évolution démographique
| 1968   | 1975   | 1982   | 1990   | 1999   | 2006   | 2011   | 2012   |
| ------ | ------ | ------ | ------ | ------ | ------ | ------ | ------ |
| 14 532 | 21 567 | 26 845 | 29 830 | 33 527 | 38 129 | 39 859 | 39 844 |

#### Pyramide des âges
| Hommes | Classe d’âge | Femmes |
| ------ | ------------ | ------ |
| 0,2    | 90 ans ou +  | 0,8    |
| 3,6    | 75 à 89 ans  | 5,8    |
| 10,7   | 60 à 74 ans  | 11,1   |
| 21,4   | 45 à 59 ans  | 20,9   |
| 22,5   | 30 à 44 ans  | 22,3   |
| 19,0   | 15 à 29 ans  | 18,2   |
| 22,6   | 0 à 14 ans   | 21,0   |

| Hommes | Classe d’âge | Femmes |
| ------ | ------------ | ------ |
| 0,3    | 90 ans ou +  | 0,8    |
| 4,4    | 75 à 89 ans  | 6,7    |
| 11,3   | 60 à 74 ans  | 11,9   |
| 19,9   | 45 à 59 ans  | 20,0   |
| 21,9   | 30 à 44 ans  | 21,4   |
| 20,6   | 15 à 29 ans  | 19,2   |
| 21,7   | 0 à 14 ans   | 20,0   |

### Démographie depuis 2015
En 2022, le canton comptait 69 719 habitants, en évolution de +4,58 % par rapport à 2016 (Essonne : +2,89 %, France hors Mayotte : +2,11 %).
| 2013   | 2018   | 2022   |
| ------ | ------ | ------ |
| 65 820 | 67 076 | 69 719 |

## Économie

### Emplois, revenus et niveau de vie
| Répartition des emplois par catégories socioprofessionnelles en 2006. |              |                                           |                                                   |                            |                          |                           |
|                                                                       | Agriculteurs | Artisans, commerçants, chefs d'entreprise | Cadres et professions intellectuelles supérieures | Professions intermédiaires | Employés                 | Ouvriers                  |
| Canton de Mennecy                                                     | 0,4 %        | 6,3 %                                     | 15,3 %                                            | 26,7 %                     | 31,2 %                   | 20,1 %                    |
| Département de l'Essonne                                              | 0,2 %        | 4,5 %                                     | 22,1 %                                            | 27,7 %                     | 27,6 %                   | 17,9 %                    |
| Moyenne nationale                                                     | 2,2 %        | 6,0 %                                     | 15,4 %                                            | 24,6 %                     | 28,7 %                   | 23,2 %                    |
| Répartition des emplois par secteurs d'activités en 2006.             |              |                                           |                                                   |                            |                          |                           |
|                                                                       | Agriculture  | Industrie                                 | Construction                                      | Commerce                   | Services aux entreprises | Services aux particuliers |
| 2015                                                                  | 1,5 %        | 10,4 %                                    | 7,5 %                                             | 13,5 %                     | 14,3 %                   | 8,3 %                     |
| Département de l'Essonne                                              | 0,8 %        | 11,5 %                                    | 6,1 %                                             | 15,4 %                     | 18,8 %                   | 6,4 %                     |
| Moyenne nationale                                                     | 3,5 %        | 15,2 %                                    | 6,4 %                                             | 13,3 %                     | 13,3 %                   | 7,6 %                     |
| Sources : Insee,                                                      |              |                                           |                                                   |                            |                          |                           |